# Neostrotia ornata
Neostrotia ornata là một loài bướm đêm trong họ Noctuidae.